# Voltiamperio

La potencia aparente es la magnitud del vector suma (S) de los vectores de la potencia real (P) y reactiva (Q)

El voltiamperio, de símbolo VA y también llamado voltamperio, volt-ampere, volt-amperio,  y voltio-amperio, es la unidad de la potencia aparente y de la potencia compleja de un aparato eléctrico. También se usa a menudo para la potencia reactiva, aunque la unidad recomendada para esta magnitud es el voltiamperio reactivo. Dimensionalmente se corresponde con el vatio.
Si al aparato se le aplica corriente continua es equivalente a la potencia, pero si se utiliza corriente alterna puede diferir, dependiendo del factor de potencia (φ).
Su múltiplo el kVA (kilovoltiamperio) se deletrea a menudo como kavea, como si se tratara de una sigla, y designa la potencia aparente de un aparato eléctrico de características principalmente inductivas cuando funciona con corriente alterna.
Los voltiamperios se obtienen de la multiplicación de la tensión eficaz (RMS) por la intensidad eficaz.
{\displaystyle S=V_{ef}\cdot I_{ef}}
Donde:
- S es la potencia aparente (expresada en voltiamperios).
- Vef es la tensión eficaz (expresada en voltio), que se obtiene de dividir la tensión máxima entre raíz de dos.
- Ief es la intensidad eficaz de la corriente (expresada en amperio), que se obtiene de dividir la intensidad máxima entre raíz de dos.

Esta unidad se utiliza principalmente para calcular fácilmente la corriente que necesitarán soportar los conductores cuando se someta el aparato a la tensión de funcionamiento.